# Plarail

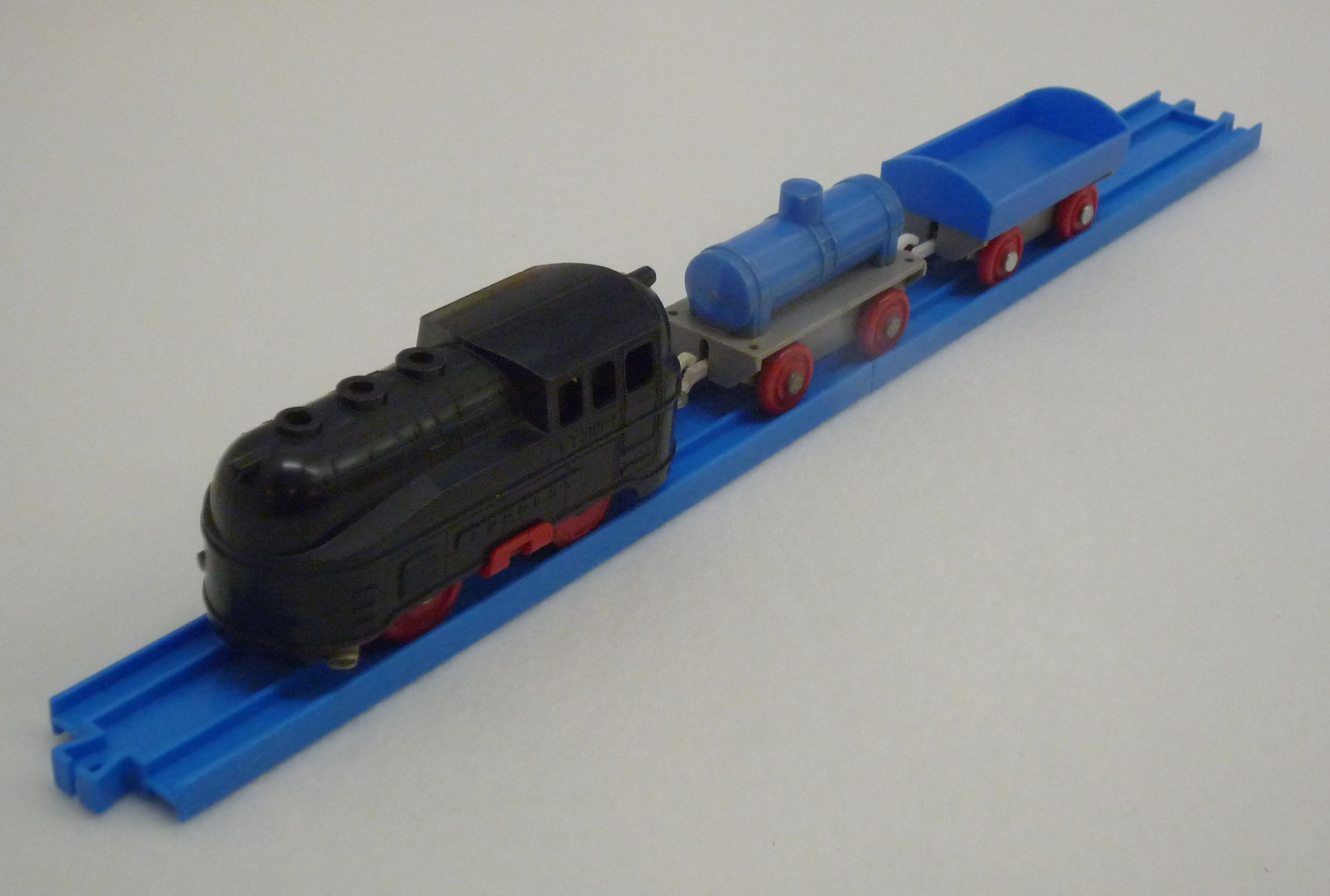
Il primo treno Plarail con motore elettrico (ottobre 1961)

Plarail (プラレール?, Purarēru) è una linea di treni giocattolo prodotti attualmente dalla giapponese Takara-Tomy e introdotti per la prima volta sul mercato nel 1959. La serie è nota in Giappone con il nome Plarail system ed è stata introdotta in diversi altri paesi con il nome Tomica World.

## Caratteristiche
I treni sono solitamente composti da una motrice, un convoglio e un convoglio di coda e corrono su appositi binari in plastica blu.
I modelli Plarail non sono compatibili con altri sistemi ferroviari in miniatura. Tuttavia condividono le dimensioni dei trenini giocattolo in legno e offrono quindi la possibilità di sfruttarne i binari. 
"Plarail system" fa parte del mondo "Tomica World", una serie di miniature celebri in particolare per la vastissima collezione di automobili (praticamente ogni auto mai prodotta dispone della sua versione Tomica), vere e proprie icone di culto per migliaia di collezionisti in tutto il mondo.

## Storia
Dall'ottobre 1961 tutti i trenini prodotti vengono dotati di un motore elettrico alimentato da comuni batterie mezza torcia.
Nel marzo 1992 è iniziata anche la commercializzazione di una serie dedicata alla serie televisiva Il trenino Thomas, rinominata "Trackmaster" e caratterizzata dall'uso di binari di colore marrone (compatibili con i binari di colore blu grazie agli adattatori presenti nelle confezioni).